# Origami világnapok
Az Origami Világnapokat az USA-ban hirdették meg először, és 2010 környékén jelent meg Magyarországon is a kezdeményezés.

## Az Origami Világnapok időpontja
Az Origami Világnapokat minden évben október 24. és november 11. között tartják.
Október 24. Lillian Oppenheimer (1898-1992) születésnapja. Ő alapította az első origami csoportot Amerikában, és alapító tagja volt az amerikai (OrigamiUSA) és a Brit Origami Szövetségnek (British Origami Society) is. Lillian felismerte, hogy milyen nagyszerű lehetőség rejlik egy darab papírban, és ezt meg akarta mutatni az egész világnak.
November 11. Japánban az Origami Napja. Ebben az országban lett az origami daru a béke szimbóluma Sadako Sasaki története nyomán.

## Az Origami Világnapok célja
Az Origami Világnapok célja nagyon egyszerű: az origamit népszerűsíteni, örömet szerezni vele az embereknek a környezetünkben. Ezt sokféleképpen megtehetjük: egy szép origami modellt ajándékozunk valakinek, megtanítjuk egy egyszerű modell hajtogatását valakinek/valakiknek, a környezetünket díszítjük valamilyen hajtogatott modellel, esetleg hajtogatott ékszert viselünk ebben az időszakban.

## Hogyan csatlakozhatsz?
A felhíváshoz csaplakozhat bárki és bármilyen szervezet.
Sosem hajtogattál még? Nem probléma. Nem kell hozzá tapasztalat! Az interneten rengeteg segítséget találsz hozzá.
Túl idősnek érzed magad? Lillian Oppenheimer még 94 éves korában is tanult új modelleket!
Túl fiatal vagy? Vannak, akik előbb tanultak meg hajtogatni, mint olvasni!
Nincs időd? Hajtogass egyszerű modellt, ami 2 perc alatt kész!
Nincs kézügyességed? Egyáltalán nem szükséges!
Túl lassú vagy? Kit érdekel – 2 és fél hétig tartanak az Origami Világnapok!
Nincs hozzávalód? Hiszen csak egy darab papírra van szükséged!
Nem akarsz egy klubhoz csatlakozni? Egyedül is hajtogathatsz!
Nem akarsz egyedül lenni? Csatlakozhatsz egy origami klubhoz, vagy hajtogass a barátaiddal!
Az origami ellazít, mégis ösztönzést és kihívást jelent. Tanulj meg néhány alapformát, és a csodálatos alkotások világa kitárul előtted.